# Verlinvest
Verlinvest is een Belgische investeringsgroep in handen van de families de Mévius en de Spoelberch die kapitaal maakten met het bedrijf Anheuser-Busch InBev. Eind 2019 beheerde Verlinvest ca. 1,9 miljard euro in verschillende participaties.
Met kantoren in Brussel, Londen, New York, Mumbai en Singapore beheert het de participaties in onder meer chocolademerk Tony's Chocolonely, Vitaminwater, Belgische rusthuisgroep Armonea en het modemerk G-star.